# Festival del cinema americano di Deauville
Il Festival del cinema statunitense di Deauville (Festival du cinéma américain de Deauville) è un festival cinematografico dedicato al cinema statunitense che si svolge in Francia, nella cittadina normanna di Deauville, a partire dal 1975.

## Storia
Fondato da Lionel Chouchan e André Halimi, il festival è nato originariamente come vetrina non competitiva, ma dal 1987 al 1994 è stato assegnato il premio Coups de cœur LTC riservato ai film indipendenti e dall'edizione del 1995 è stata introdotta ufficialmente una sezione competitiva. Dal 1998 al 2004 c'è stata anche una sezione dedicata ai cortometraggi. Dal 2004 è stata introdotta inoltre una sezione dedicata ai documentari, Les Docs de l'Oncle Sam. Nell'edizione del 2008 il festival ha avuto 50.000 spettatori.
Il festival si tiene abitualmente dal primo venerdì di settembre alla domenica della settimana successiva, ospitato dal Centre international (1.500 posti), dal Casino (700 posti) e dal Cinéma Morny (due sale da 271 e 99 posti).

## Omaggi
Fin dal 1977 con le sezioni Omaggi (Hommages) il festival ha voluto riconoscere le figure significative del cinema americano, che la maggior parte delle volte sono state presenti alla cerimonia in loro onore (solo raramente gli omaggi sono stati postumi e talvolta tematici). Attraverso questa formula, nel corso degli anni il festival ha ospitato molte delle più importanti star hollywoodiane.
- 1977: Vincente Minnelli, Gregory Peck, Sydney Pollack
- 1978: Kirk Douglas, Norman Jewison, Gloria Swanson, King Vidor
- 1979: Stanley Donen, Burt Lancaster, William Wyler
- 1980: Yul Brynner, Clint Eastwood, Glenn Ford, Danny Kaye, Elia Kazan
- 1981: Sean Connery, Gene Hackman, Joseph L. Mankiewicz, Arthur Penn, Lana Turner
- 1982: Robert Altman, Cyd Charisse, Carl Foreman, Charlton Heston, Mervyn LeRoy
- 1983: Arlene Dahl, Joan Fontaine, Henry Hathaway, Lee Marvin, James Mason
- 1984: Rock Hudson, George Stevens (postumo), Shelley Winters
- 1985: American Film Institute, Jerome Kern (postumo), Alan Jay Lerner, Debbie Reynolds, Elizabeth Taylor, Robert Wise
- 1986: June Allyson, Richard Brooks, James Coburn, Tony Curtis, Paul Mazursky, Jean Negulesco, Alan Rudolph
- 1987: Bette Davis, Douglas Fairbanks Jr., Stewart Granger, Rita Hayworth (postumo), Janet Leigh, Shirley MacLaine, Brian De Palma, Robert Parrish, Studio Action (per i 20 anni)
- 1988: Ann-Margret, Claudette Colbert, Jonathan Demme, William Friedkin, Premi Oscar (per i 60 anni), Charles "Buddy" Rogers, George Sidney
- 1989: Lauren Bacall, Ben Gazzara, George Roy Hill, Robert Mitchum, Kim Novak, Ucla Film et Television Archive
- 1990: American Playhouse, John Boorman, Richard Chamberlain, Robert Duvall, Sidney Lumet, Jane Russell, Universal (per i 75 anni), Jon Voight
- 1991: Richard Dreyfuss, Mel Ferrer, John Frankenheimer, Robert Mulligan, John Sayles, Richard Widmark, Esther Williams
- 1992: Hume Cronyn, Jack Lemmon, Paul Schrader, Jessica Tandy
- 1993: Richard Fleischer, Jessica Lange, John Malkovich
- 1994: Marlon Brando, Hollywood 44, Van Johnson, Jack Nicholson, James Woods
- 1995: New York al cinema, Irwin Winkler
- 1996: Abel Ferrara, Arnon Milchan
- 1997: Morgan Freeman, Arnold Kopelson, John Waters
- 1998: Michael Douglas, George Gershwin (postumo), Bob, Harvey Weinstein e Catherine Zeta-Jones.
- 1999: Michael Caine, Maurice Jarre, Ang Lee, Al Pacino, Robin Williams
- 2000: Broadway, Clint Eastwood, Samuel L. Jackson, Dino De Laurentiis, Susan Sarandon, Chow Yun-fat
- 2001: James Dean (postumo), Stanley Kubrick (postumo), Julianne Moore, Burt Reynolds, Joel Silver, Christopher Walken
- 2002: Ellen Burstyn, Matt Dillon, Robert Evans, Harrison Ford, John Frankenheimer (postumo)
- 2003: HBO Films, James Ivory, Jessica Lange, Ridley Scott
- 2004: Marlon Brando (postumo), Glenn Close, Francis Ford Coppola, George Lucas, Malcolm McDowell, Steven Spielberg, Christine Vachon, Richard D. Zanuck
- 2005: Ron Howard, James Toback, Robert Towne, Forest Whitaker
- 2006: Sydney Pollack, Sundance Institute (per i 25 anni)
- 2007: Michael Douglas, Sidney Lumet, Ida Lupino, Sigourney Weaver
- 2008: Ed Harris, Spike Lee, Mitchell Leisen (postumo), Parker Posey
- 2009: Jim Abrahams, Robert Aldrich (postumo), Harrison Ford, Andy García, Robin Wright Penn, David e Jerry Zucker
- 2010: Terry Gilliam, Annette Bening, Gregg Araki
- 2011: Francis Ford Coppola, Blake Edwards, Danny Glover, Shirley MacLaine, Todd Solondz, Naomi Watts
- 2012: William Friedkin, Salma Hayek, Harvey Keitel, Liam Neeson, Melvin Van Peebles, Paula Wagner, John Williams
- 2013: Cate Blanchett, Nicolas Cage, Larry Clark, Gale Anne Hurd, Danny Kaye, John Travolta
- 2014: Ray Liotta, Jessica Chastain, Brian Grazer, Will Ferrell, John McTiernan
- 2015: Terrence Malick, Ian McKellen, Michael Bay, Lawrence Bender, Orlando Bloom, Patricia Clarkson, Keanu Reeves
- 2016: James Franco, Michael Moore, Stanley Tucci
- 2017: Darren Aronofsky, Jeff Goldblum, Woody Harrelson, Robert Pattinson, Michelle Rodriguez
- 2018: Morgan Freeman
- 2019: Johnny Depp
- 2023: Jude Law, Joseph Gordon-Levitt, Jerry Schatzberg

## Premi
Il principale premio assegnato ai film in concorso è il Gran premio della giuria (Grand Prix du jury, denominato Grand Prix spécial Deauville dal 1995 al 2007 e Grand Prix du cinéma indépendant américain dal 1998 al 1999).
Viene assegnato anche un Premio della giuria (Prix du jury, denominato Prix du jury spécial Deauville dal 1995 al 1997 e Prix spécial du jury du cinéma indépendant américain dal 1998 al 1999).

### Albo d'oro
- 1995
  - Grand Prix: Si gira a Manhattan (Living in Oblivion), regia di Tom DiCillo
  - Premio della giuria: Hello Denise! (Denise Calls Up), regia di Hal Salwen ex aequo I fratelli McMullen (The Brothers McMullen), regia di Edward Burns
- 1996
  - Grand Prix: L'amante in città (The Daytrippers), directed by Greg Mottola
  - Premio della giuria: Big Night, regia di Stanley Tucci e Campbell Scott ex aequo Bound - Torbido inganno (Bound), regia di Andy e Larry Wachowski
- 1997
  - Grand Prix: Sunday, regia di Jonathan Nossiter
  - Premio della giuria: Nella società degli uomini (In the Company of Men), regia di Neil LaBute ex aequo L'oro di Ulisse (Ulee's Gold), regia di Víctor Núñez
- 1998
  - Grand Prix: Prossima fermata Wonderland (Next Stop Wonderland), regia di Brad Anderson
  - Premio della giuria: High Art, regia di Lisa Cholodenko
- 1999
  - Grand Prix: Essere John Malkovich (Being John Malkovich), regia di Spike Jonze
  - Premio della giuria: Guinevere, regia di Audrey Wells ex aequo Twin Falls Idaho, regia di Michael Polish
  - Premio della critica internazionale: Essere John Malkovich (Being John Malkovich), regia di Spike Jonze
- 2000
  - Grand Prix: Girlfight, regia di Karyn Kusama
  - Premio della giuria: 1 km da Wall Street (Boiler Room), regia di Ben Younger ex aequo Memento, regia di Christopher Nolan
  - Premio della critica internazionale: Memento, regia di Christopher Nolan
- 2001
  - Grand Prix: Hedwig - La diva con qualcosa in più (Hedwig and the Angry Inch), regia di John Cameron Mitchell
  - Premio della giuria: Ghost World, regia di Terry Zwigoff
  - Premio della critica internazionale: Hedwig - La diva con qualcosa in più (Hedwig and the Angry Inch), regia di John Cameron Mitchell
- 2002
  - Grand Prix: Raising Victor Vargas, regia di Peter Sollett
  - Premio della giuria: One Hour Photo, regia di Mark Romanek ex aequo L.I.E., regia di Michael Cuesta
  - Premio della critica internazionale: La sicurezza degli oggetti (The Safety of Objects), regia di Rose Troche
- 2003
  - Grand Prix: What Alice Found, regia di A. Dean Bell
  - Premio della giuria: Thirteen - 13 anni (Thirteen), regia di Catherine Hardwicke
  - Premio della critica internazionale: American Splendor, regia di Shari Springer Berman e Robert Pulcini
- 2004
  - Grand Prix: Maria Full of Grace, regia di Joshua Marston
  - Premio della giuria: The Woodsman - Il segreto (The Woodsman), regia di Nicole Kassell
  - Premio della critica internazionale: Maria Full of Grace, regia di Joshua Marston
- 2005
  - Grand Prix: Crash - Contatto fisico (Crash), regia di Paul Haggis
  - Premio della giuria: Keane, regia di Lodge Kerrigan ex aequo Girls in America, regia di Lori Silverbush e Michael Skolnik
  - Premio della critica internazionale: Keane, regia di Lodge Kerrigan
  - Premio per la sceneggiatura: Transamerica, regia di Duncan Tucker
  - Coup de cœur Canal Plus per il miglior documentario: Enron - L'economia della truffa (Enron: The Smartest Guys in the Room), regia di Alex Gibney
- 2006
  - Grand Prix: Little Miss Sunshine, regia di Jonathan Dayton e Valerie Faris
  - Premio della giuria: Half Nelson, regia di Ryan Fleck
  - Premio della critica internazionale: Sherrybaby, regia di Laurie Collyer
  - Premio della rivelazione Cartier: Half Nelson, regia di Ryan Fleck
  - Premio per la sceneggiatura: Sherrybaby, regia di Laurie Collyer
  - Coup de cœur Canal Plus per il miglior documentario: God Grew Tired of Us, regia di Christopher Quinn
- 2007
  - Grand Prix: The Dead Girl, regia di Karen Moncrieff
  - Premio della giuria: Never Forever, regia di Gina Kim
  - Premio della critica internazionale: Grace Is Gone, regia di James C. Strouse
  - Premio della rivelazione Cartier: Rocket Science, regia di Jeffrey Blitz
  - Coup de cœur Canal Plus per il miglior documentario: The War, regia di Ken Burns e Lynn Novick
- 2008
  - Grand Prix: L'ospite inatteso (The Visitor), regia di Tom McCarthy
  - Premio della giuria: Ballast di Lance Hammer
  - Premio della critica internazionale: Gardens of the Night, regia di Damian Harris
  - Premio della giuria della rivelazione Cartier: Ballast di Lance Hammer
- 2009
  - Grand Prix: Oltre le regole - The Messenger (The Messenger), regia di Oren Moverman
  - Premio della giuria: Precious, regia di Lee Daniels ex aequo Sin nombre, regia di Cary Fukunaga
  - Premio della critica internazionale: Oltre le regole - The Messenger (The Messenger), regia di Oren Moverman
  - Premio della rivelazione Cartier: Humpday - Un mercoledì da sballo, regia di Lynn Shelton
- 2010
  - Grand Prix: Mother and Child, regia di Rodrigo García
  - Premio della giuria: Un gelido inverno (Winter's Bone), regia di Debra Granik ex aequo The Myth of the American Sleepover, regia di David Robert Mitchell
  - Premio della critica internazionale: Buried - Sepolto (Buried), regia di Rodrigo Cortés
  - Premio della rivelazione Cartier: Holy Rollers, regia di Kevin Asch
- 2011
  - Grand Prix: Take Shelter, regia di Jeff Nichols
  - Premio della giuria: The Dynamiter, regia di Matthew Gordon
  - Premio della critica internazionale: Detachment - Il distacco (Detachment), regia di Tony Kaye
  - Premio della rivelazione Cartier: Detachment - Il distacco (Detachment), regia di Tony Kaye
  - Premio Michel D'Ornano: Delphine e Muriel Coulin per 17 ragazze (17 Filles)
- 2012
  - Grand Prix: Re della terra selvaggia (Beasts of the Southern Wild), regia di Benh Zeitlin
  - Premio della giuria: Una noche, regia di Lucy Mulloy
  - Premio della critica internazionale: The We and the I, regia di Michel Gondry
  - Premio della rivelazione Cartier: Re della terra selvaggia (Beasts of the Southern Wild), regia di Benh Zeitlin
  - Premio Michel D'Ornano: Rachid Djaïdani per Rengaine
- 2013
  - Grand Prix: Night Moves, regia di Kelly Reichardt
  - Premio della giuria: All Is Lost - Tutto è perduto (All Is Lost), regia di J. C. Chandor ex aequo Stand Clear of the Closing Doors, regia di Sam Fleischner
  - Premio della critica internazionale: The Retrieval, regia di Chris Eska
  - Premio della rivelazione Cartier: Prossima fermata Fruitvale Station (Fruitvale Station), regia di Ryan Coogler
  - Premio Michel D'Ornano: Guillaume Gallienne per Les garçons et Guillaume, à table!
- 2014
  - Grand Prix: Whiplash, regia di Damien Chazelle
  - Premio della giuria: The Good Lie, regia di Philippe Falardeau
  - Premio della critica internazionale: It Follows, regia di David Robert Mitchell
  - Premio del pubblico: Whiplash, regia di Damien Chazelle
  - Premio della rivelazione Cartier: A Girl Walks Home Alone at Night, regia di Ana Lily Amirpour
  - Premio Michel D'Ornano: Jeanne Herry per Elle l'adore
- 2015
  - Grand Prix: 99 Homes, regia di Ramin Bahrani
  - Premio della giuria: Tangerine, regia di Sean Baker
  - Premio della critica internazionale: Krisha, regia di Trey Edward Shults
  - Premio del pubblico: Dope - Follia e riscatto, regia di Rick Famuyiwa
  - Premio della rivelazione Kiehl's: James White, regia di Josh Mond
  - Premio Michel D'Ornano: Thomas Bidegain per Les Cowboys
- 2016
  - Grand Prix: Little Men, regia di Ira Sachs
  - Premio della giuria: Captain Fantastic, regia di Matt Ross ex aequo Wiener-Dog, regia di Todd Solondz
  - Premio della critica internazionale: The Fits, regia di Anna Rose Holmer
  - Premio del pubblico: Captain Fantastic, regia di Matt Ross
  - Premio della rivelazione Kiehl's: Wiener-Dog, regia di Todd Solondz
  - Premio Michel D'Ornano: Ludovic Boukherma, Zoran Boukherma, Marielle Gautier e Hugo P. Thomas per Willy 1er
- 2017
  - Grand Prix: The Rider - Il sogno di un cowboy (The Rider), regia di Chloé Zhao
  - Premio della giuria: Storia di un fantasma (A Ghost Story), regia di David Lowery ex aequo Menashe, regia di Joshua Z Weinstein
  - Premio della critica internazionale: Storia di un fantasma (A Ghost Story), regia di David Lowery
  - Premio del pubblico: Gifted - Il dono del talento (Gifted), regia di Marc Webb
  - Premio della rivelazione Kiehl's: Storia di un fantasma (A Ghost Story), regia di David Lowery
  - Premio Michel D'Ornano: Léonor Serraille per Montparnasse - Femminile singolare (Jeune Femme)
- 2018
  - Grand prix: Thunder Road, regia di Jim Cummings[2].
  - Premio della giuria: American Animals, regia di Bart Layton ex aequo Night Comes On, regia di Jordana Spiro[2]
  - Premio della critica internazionale: Blindspotting, regia di Carlos Lopez Estrada[2]
  - Premio della rivelazione Kiehl's: Quando eravamo fratelli (We The Animals), regia di Jeremiah Zagar
  - Premio del pubblico: Puzzle, regia di Mark Turtletaub[2]
  - Premio Michel D'Ornano: Andréa Bescond e Éric Métayer per Les Chatouilles[2]
- 2019
  - Grand prix: Bull, regia di Annie Silverstein
  - Premio della giuria: The Climb, regia di Michael Angelo Covino ex aequo The Lighthouse, regia di Robert Eggers
  - Premio della critica internazionale: Bull, regia di Annie Silverstein
  - Premio della rivelazione Fondation Louis Roederer: Bull, regia di Annie Silverstein
  - Premio del pubblico: In viaggio verso un sogno - The Peanut Butter Falcon (The Peanut Butter Falcon), regia di Tyler Nilson e Michael Schwartz
  - Premio Michel D'Ornano: Ladj Ly per I miserabili (Les Misérables)
- 2020
  - Grand prix: The Nest - L'inganno (The Nest), regia di Sean Durkin
  - Premio della giuria: First Cow, regia di Kelly Reichardt ex aequo Lorelei, regia di Sabrina Doyle
  - Premio della critica internazionale: The Nest - L'inganno (The Nest), regia di Sean Durkin
  - Premio della rivelazione Fondation Louis Roederer: The Nest - L'inganno (The Nest), regia di Sean Durkin
  - Premio del pubblico: Zio Frank (Uncle Frank), regia di Alan Ball
  - Premio Michel D'Ornano: Charlène Favier per Slalom
- 2021
  - Grand prix: Down with the King, regia di Diego Ongaro
  - Premio della giuria: Pleasure, regia di Ninja Thyberg ex aequo Red Rocket, regia di Sean Baker
  - Premio della critica internazionale: Red Rocket, regia di Sean Baker
  - Premio della rivelazione Fondation Louis Roederer: John and the Hole, regia di Pascual Sisto
  - Premio del pubblico: Blue Bayou, regia di Justin Chon
  - Premio Michel D'Ornano: Vincent Maël Cardona per Les Magnétiques
- 2022
  - Grand prix: Aftersun, regia di Charlotte Wells
  - Premio della giuria: War Pony, regia di Riley Keough e Gina Gammell
  - Premio della critica internazionale: Aftersun, regia di Charlotte Wells
  - Premio della rivelazione Fondation Louis Roederer: War Pony, regia di Riley Keough e Gina Gammell
  - Premio del pubblico: I crimini di Emily (Emily the Criminal), regia di John Patton Ford
  - Premio Michel D'Ornano: Charlotte Le Bon per Falcon Lake
- 2023
  - Grand prix: LaRoy, regia di Shane Atkinson
  - Premio della giuria: Fremont, regia di Babak Jalali ex aequo The Sweet East, regia di Sean Price Williams
  - Premio della critica internazionale: LaRoy, regia di Shane Atkinson
  - Premio della rivelazione Fondation Louis Roederer: The Sweet East, regia di Sean Price Williams
  - Premio del pubblico: LaRoy, regia di Shane Atkinson
  - Premio Michel D'Ornano: Delphine Deloget per Rien à perdre

#### Coups de cœur LTC
- 1987: Hollywood Shuffle, regia di Robert Townsend
- 1988: Patti Rocks, regia di David Burton Morris
- 1989: Signs of Life, regia di John David Coles
- 1990: Metropolitan , regia di Whit Stillman ex aequo Pump Up the Volume, regia di Allan Moyle
- 1991: Belli e dannati (My Own Private Idaho), regia di Gus Van Sant ex aequo Trust Me, regia di Hal Hartley
- 1992: Gas, Food, Lodging, regia di Allison Anders
- 1993: Il banchetto di nozze (Hsi yen), regia di Ang Lee
- 1994: Federal Hill, regia di Michael Corrente